# Ленточная кератопатия
 Ленточная кератопатия    — заболевание роговицы,  связанное с отложением кальция в центре роговицы. Это является примером метастатической кальцификации, которая по определению, происходит в присутствии гиперкальциемии .  

## Причины
Причины могут включать в себя травмы, подобные хирургии.
Некоторые глазные капли могут также вызвать ленточную кератопатию, особенно PV Carpine (он же пилокарпин).
Гиперкальциемия развивается у пациентов с почечной недостаточностью, саркоидозом, гиперпаратиреозом и некоторыми злокачественными новообразованиями.

## Симптомы
Симптомы включают в себя боль и снижение остроты зрения .

## Лечение
Наиболее распространенный метод лечения – скарификация (соскребание) эпителия роговицы вместе с кальцификатом. После удаления применяются хелатные растворы (ЭДТА), связывающие кальций и предотвращающие развитие рецидивов кальцификации роговицы. Возможно применение лазерных технологий, фототерапевтаческая кератэктомия может удалить частицы кальцификата, но в этом случае реабилитационный период пролонгирован за счет возможного формирования хейза (частичного помутнения стромы роговицы) и необходимости длительного местного применения стероидных препаратов.
Важно также лечение основного заболевания для снижения гиперкальциемии (повышенного уровня кальция в крови).